# NGC 1426
NGC 1426 je galaksija u zviježđu Eridan.

## Vanjske poveznice
- SEDS: NGC 1426